# Alija del Infantado
Alija del Infantado är en kommun i Spanien.   Den ligger i provinsen Provincia de León och regionen Kastilien och Leon, i den nordvästra delen av landet, 260 km nordväst om huvudstaden Madrid. Antalet invånare är 798. Arean är 52 kvadratkilometer. Alija del Infantado gränsar till Roperuelos del Páramo, Pozuelo del Páramo, Maire de Castroponce, Coomonte, Villaferrueña, Arrabalde, Alcubilla de Nogales, San Esteban de Nogales och Quintana del Marco. 
Terrängen i Alija del Infantado är platt.